# State and Main
State and Main är en amerikansk komedifilm från år 2000  regisserad av David Mamet som handlar om ett filmteam från Hollywood som kommer till en småstad. Några av de medverkande är Alec Baldwin, Philip Seymour Hoffman, William H. Macy, Sarah Jessica Parker och Julia Stiles.